# Очень голодная гусеница
«Очень голодная гусеница» (англ. The Very Hungry Caterpillar) — детская книжка с картинками американского писателя Эрика Карла. Вышла в 1969 году, впоследствии многократно переиздавалась. Текст книги представляет собой историю гусеницы перед её превращением в бабочку. Книга издаётся на картонных листах, яркая особенность — наличие дырок в картоне («проеденных» гусеницей).
Общий тираж книги составил более 30 миллионов экземпляров, она стала одной из самых продаваемых в истории. Книга получила огромную популярность в англоязычном мире, завоевала много наград и была переведена более чем на 50 языков. Она постоянно фигурирует в списках лучших детских книг или лучших книг на английском языке.
В русском переводе книга вышла в 2008 году.

## История
По признанию автора, замысел книги возник у него, когда он делал дырки в бумаге при помощи дырокола: ему пришла в голову мысль создать историю о книжном черве. Первая версия книги была про книжного червячка Вилли (Willy The Worm), однако редактор не была в восторге от данного персонажа и предложила заменить его на гусеницу, а Эрик Карл решил, что тогда в книге должна быть и бабочка.
Впервые книгу выпустило в 1969 году издательство World Publishing Company, впоследствии она стала издаваться Penguin Putnam.

## Сюжет
- В начале на листке дерева под светом Луны лежит яйцо.
- В понедельник выходит солнце и вылупляется маленькая гусеница, которая отправляется на поиски еды.
- В первый день гусеница прогрызает яблоко. Проходит неделя, в каждый из дней которой гусеница прогрызает всё большее количество еды: две груши, три сливы, четыре клубники, пять апельсинов.
- В субботу гусеница прогрызает рекордное количество разных съедобных вещей, в том числе мороженое, огурец, салями, вишневый пирог и пр. От этого у неё болит живот.
- В воскресенье гусеница прогрызает лист дерева, от чего ей делается немного лучше.
- Гусеница становится толстой, она строит вокруг себя кокон, а затем из него выбирается красивая бабочка и улетает.

## Отзывы
В интервью 2009 года Эрик Карл так ответил на вопрос о том, что, по его мнению, сделало книгу бестселлером:

Мне кажется, что это книга надежды. На то, что ты — ничтожная, уродливая маленькая гусеница — можешь вырасти и рано или поздно раскрыть свой талант и улететь в большой мир. Ведь ребёнком ты чувствуешь себя маленьким и беспомощным и думаешь о том, вырастешь ли ты вообще когда-нибудь. Так что это могло частично определить успех. Но все такие мысли приходят уже после, как попытки обоснования постфактум. Изначально я ведь не ставил себе задачу: «Хочу сделать книгу, наполненную глубоким смыслом!»
Оригинальный текст (англ.)My guess is it’s a book of hope. That you, an insignificant, ugly little caterpillar can grow up and eventually unfold your talent, and fly into the world. As a child, you can feel small and helpless and wonder if you’ll ever grow up. So that might be part of its success. But those thoughts came afterwards, a kind of psychobabble in retrospect. I didn’t start out and say: ‘I want to make a really meaningful book.’

## Награды и достижения
- 1969: вошла в число 10 лучших книжек с картинками года по версии журнала «Нью-Йорк Таймс».
- 1970: премия Американского института графических искусств.
- 1972: премия Selection du Grand Prix des Treize (Франция).
- 1975: Nakamori Reader’s Prize (Япония)[3].
- 2003 год — в проведённом опросе «200 лучших книг по версии BBC» книга заняла 199-е место.
- 2009 год — в списке лучших книг, составленном читателями Центральной городской детской библиотеки им. А. П. Гайдара, «Очень голодная гусеница» заняла 5-е место[4].

## Русский перевод
В России книга вышла в 2008 году в переводе Яна Шапиро, в Детском издательстве «Розовый жираф».

## Адаптации и отражение в культуре

Марка, посвященная очень голодной гусенице.

- В 1993 году для антологии «Мир Эрика Карла» была создана анимационная телеверсия рассказа о гусенице (в антологию, изданную на DVD, вошли также рассказы The Very Quiet Cricket, The Mixed Up Chameleon, Papa, Please Get The Moon For Me и I See A Song)[5].
- Существует множество вариантов бумажного издания книги, в том числе с дополнительными компонентами, прежде всего играми для детей[6].
- В Великобритании и США были изданы почтовые марки с изображением гусеницы из книги[7][8]].
- В 2006 году был опубликован совместный выпуск США и Великобритании, посвященный персонажам детских книжек, в том числе и очень голодной гусенице.
- В марте 2009 года поисковик Google отметил 40-летие книги про гусеницу, поместив в качестве своего логотипа буквы «Google», представляющие собой выеденные гусеницей фрукты, изображённые в стилистике рисунков Карла[9][10].
- В 2009 году издательство «Розовый жираф» отметило юбилей книги фестивалем, который проходил на разных площадках Москвы[11]. В том же году в рамках акции по приобщению детей к чтению в Москве в книжном магазине «Додо Спейс» книгу читала детям Линор Горалик[12].
- В 2010 году компания CYBIRD Co. Ltd. выпустила для WiiWare образовательную видеоигру по книге под названием The Very Hungry Caterpillar’s ABCs[13].
- В 2011 году Американская академия педиатрии разослала работникам здравоохранения 17 тыс. копий книги с приложением обучающих материалов с целью пропаганды здорового питания[14].

## Дополнительные факты
- Автор посвятил книгу своей младшей сестре Кристе, которая моложе его на двадцать один год.
- «Очень голодная гусеница» — любимая детская книга экс-президента США Джорджа Буша-мл., которую он любил читать детям во время посещения школ в ходе предвыборных кампаний[15].